# فيلامانريكي (سيوداد ريال)
بلدية فيلامانريكي (بالإسبانية: Villamanrique)‏، هي إحدى بلديات مقاطعة سيوداد ريال إحدى مقاطعات إسبانيا، والتي تقع في منطقة قشتالة لا منتشا وسط إسبانيا.
يبلغ عدد سكانها 1.468 نسمة وفقاً لإحصائية سنة (2007).